# MarvelRecordz
marvelRecordz（マーヴェルレコーズ）はTaka-Cの代理でKazu-MCがメンバーをまとめるために2010年に結成され、主にラップ、映像、アート等のクリエティブ系レーベル。メンバー全員がリーダーとし、各々が持つ”個性”が後に”驚異”となるようmarvelRecordzと名付けられた。実在するレーベルではないために表記上では”Records”ではなく”Recordz”としている。頭文字をとって”MRZ”と略される。

## メンバー
Kazu-MC（カズ・エムシー）
個性は「プランナー」。アートディレクター、MC兼ミキシング担当。当時、影響を受けたGAKU-MCの名を引用して付けられた。THREESTAR結成時はMJ Ikkiとして活動しているが、MCの際にはこの名が使われ、MJ IkkiはMIXCD制作やトラック制作時に使われる。他の呼び名は”Processor K（プロセッサ・ケー）”や仲間からは”社長”と呼ばれる。THA-Tが録音機材を所有する以前の、全盛期には録音機材を所有していたのがKazu-MCだったため、ほぼ全てのメンバーの録音に携わっている。CDジャケット制作や、アルバム構成、marvelRecordz結成後のSNSなどのコンテンツも作成した。よってメンバーの大半に関与している。2019年、取締役からその全ての権限をTHA-Tに託す。2021年にmarvelRecordz、Chantomarvel Studioを再建するため再度 取締役に戻る。現在は”mog wrappin”名義で活動している。
MC MASA（エムシー・マサ）
個性は「寡黙」。MC名の由来は本名マサユキから。Taka-C同様、当時16歳とは思えぬ精密な内容は相変わらず、そのリリックには評価が高い。韻踏みに関してはメンバー随一のスキルを持ち、全盛期の一発録り時代も経験しているためメンバーからの信頼は厚い。スランプを乗り越え、SGAで再活動を果たす。またMARVEL TVのカメラマン兼クリエイターでもある。2021年、SGAの再活動を機に名を「傀儡子」に改名した。
THA-T（ザ・ティー）
個性は「サプライズ」。KA-TMC時代の初期頃は"豚子-T"(トンシ・ティー)名義で活動。当時、影響を受けた童子-Tの名を引用している。THA-Tも同様にKazu-MCに名付けられており、改名時にKazu-MCが聴いていたNASの「The N」からTHE-Tとなったが、敬愛するILL-BOSSTINOのグループTHA BLUE HERBから引用し、THA-Tと改名。数多くのMCと共演しており、Taka-Cに継ぐmarvelRecordzラップ入門の入り口として、メンバーから慕われている。そのため新規メンバーはほぼTHA-T経由である。また、メンバー随一の歌唱力でボーカルを担当している。2019年からmarvelRecordzの取締役になる。2021年、Kazu-MCが再度社長に復帰したことで、副社長に戻る。

## サポートメンバー
nano（ナノ）
個性は「酔いどれ」。アルコール摂取量によってラップのスキルが上昇する。メンバーで唯一のDJ経験者だが、主な活動はMC。事業展開を理由に活動停止中。美容師のため、各メンバーのヘアースタイリスト担当していた。またフリースタイル ラップバトルでは未だ不敗の伝説がある。
Crazy-D（クレイジーD）
個性は「声音」。狂犬の異名を持ち、この名前になった。ケロベロス、KING MAKERのメンバーとして活動。
メンバー随一の声量の持ち主で"ヘヴィビブラートラップ"という技でガラスを割る。現在は活動停止中。

O-Dain（オーダイン）
個性は「自称」。THA-Tが以前、勤めていた職場の後輩。当初はDain名義だったが、歌詞中「Oh-! Dain」のフレーズから、O-Dainとなる。
ひょんなことからMCとして参加することになる。初めてとは思えないワードスキルを持ち、共演者を驚かせた。数多くの自称を持ち、その多さからTHA-Tからは厄介者と呼ばれている。一流のプログラマーを目指し日々頑張っていることにしている。

TomaT（トマティー）
個性は「しゃがれ」。THA-Tの実弟。ハードロックな圧巻の歌唱力を持ち、逆に性格はおとなしい。THA-Tのアルバム「人間なんてラララ」にて共演。

Taku-MC（タク・エムシー）
Kazu-MCの実弟。

## 旧メンバー
Taka-C（タカシー）
個性は「トリッキー」。2003年から2008年まで活動。Kazu-MCにラップのやり方を伝授後、KA-TMCとの共演を多く果たす。ラップを広め、marvelRecordzを立ち上げる引き金となった人物。トリッキーなフローとユーモアのあるラップには中毒性がありファンであるメンバーは多い。
現在は引退。

Lou（ルー）
バイク日本一周を終え、KA-TMCに触発され活動を始める。KA-TMCの「ReStart」のPVを監修、製作した。独特の表現と柔らかく暖かい声が特徴。当時はLuuであったが、Louに改名した。一時、JACOBYの3人目のメンバーとなる。現在は自主レーベル”GraveLRecords”を立ち上げた。

TETU（テツ）
個性は「無個性」。短期間にCrazy-Dと共に活動し、KA-TMCとの共演も果たしている。焼き鳥屋の二代目になったことで引退した。

ケンチャナYO（KRS-ONE）
個性は「球体」。どんな攻撃も跳ね返す腹を持つが、音楽活動には全く関係ないため実質、無個性に近い。
1度も共演することがなかったMCでリリックが書けない故にサイドMCとして現場を沸かしていた。現在は引退。

## グループ
THREESTAR（スリースター）２MC（Taka-C・MC MASA）１MJ（Mj Ikki）
グループ名を決める際、当時３人が同時期にハマっていたスーパーロボット大戦の影響から「黒い三連星」にちなんで「BLACK THREESTAR」と名付けたが、後にBLACKは外される。録音場所がまだ無かった中、真冬にも関わらず公園の小さな小屋で録音をしていた。また部活やバイト等の状況下もあり、３人が揃うことはあまりなかったため完成された曲は少ない。

KA-TMC（カーティーエムシー）2MC（THA-T・Kazu-MC）
THREESTARの活動が疎らな最中、MJ IkkiがKazu-MCとしドラマーのTHA-Tを半ば無理矢理誘って組まれたユニット。marvelRecordz史上 最も曲を制作しているものの、初期頃はパクリや替え歌、下ネタ等のネタ的な曲が多かったため評価される作品は少ない。しかし、度々起こるプライベートでの問題など 心模様を描写する作品が増え始めることで次第に評価されることになるが、8割は未だふざけた内容が多いがためにスキルの無駄遣いが目立つユニットである。
Public MoNSTER（パブリックモンスター）2MC（Kazu-MC・MC MASA）
Kazu-MCとMC MASAが組んだユニット。従来のMDでの録音方法からPC録音に切り替わり、GrageBandで作られたオリジナルトラックやCDJ等を使った試験的な作品が多い。 またMASAはWest Coast、KazuはEast Coastの海外ラップに影響を受けていたため歌詞にそれらのワードが多く登場する。この頃、活動停止中だったTaka-CやTHA-Tへラップ再熱の原因にもなった。また本格的なDIS曲の先駆けにもなる。後にBALS（バルス）に改名し活動をするが、Kazu-MCの都合で活動休止となった。

THE MARVEL（ザ・マーヴェル）3MC（Kazu-MC・MC MASA・THA-T）

JACOBY（ジャコビ）2MC（THA-T・Kazu-MC）
某アイドルグループ名に似ていることを気にしていたこともあるが、音楽活動の第二章として心機一転改名された。新たなユニット名を考えていた当日が10月31日ハロウィンだったこと、さらに２人が好きな漫画"からくりサーカス"に登場する傀儡のジャックオーランタン、通称"ジャコ"を起用し"ジャコ（ハロウィン）の日"を"JACOBY"（ジャコ日）にしたものである。社会人以降、KA-TMC時代の時ほど目立った活動はしていない。JACOBYが終わる間際にLouが加わっていた。

TeaM（チーム）2MC（THA-T・MC MASA）
THA-TとMASAによるユニット。収録前などの空き時間を使ってヒマ潰しで組まれたユニット。MASAは「もうTeaMとしてやるつもりはない」と公言している。
SGA（エス・ジー・エー）2MC（Kazu-MC・MC MASA）
エイプリルフール企画により結成されたKazu-MCとMASAのユニット。SGAはSuper Good adviceの略で"とってもいい助言をしてやるよ"という意味が込められている。ロゴにある黒星はKazu-MCとMASA、白星（空白）はTaka-Cとなっており、THREESTAR後継として活動している。2021年 再活動した際に、この星マークは消されている。

ReMix（リミックス）2MC（THA-T、Lou）

amalgam（アマルガム）2MC（mog wrappin・THA-T）
第一章をKA-TMCとし、第二章をJACOBY、最終章をamalgamとしてJACOBY改名後すぐにmogが考案していた。
JACOBYでネタ的なラップが多い中、本格的にかっこよさやリリックの中身の質を改めるために、使われているトラックも厳選に厳選を重ねたトラックのみ使用している。本格的な活動はされていないものの、構成や曲のタイトル、アルバムのジャケットデザインなど全て既に完成している。

THREESTAR（スリースター）２MC（Taka-C・MC MASA）１MJ（Mj Ikki）
グループ名を決める際、当時３人が同時期にハマっていたスーパーロボット大戦の影響から「黒い三連星」にちなんで「BLACK THREESTAR」と名付けたが、後にBLACKは外される。録音場所がまだ無かった中、真冬にも関わらず公園の小さな小屋で録音をしていた。また部活やバイト等の状況下もあり、３人が揃うことはあまりなかったため完成された曲は少ない。

KA-TMC（カーティーエムシー）2MC（THA-T・Kazu-MC）
THREESTARの活動が疎らな最中、MJ IkkiがKazu-MCとしドラマーのTHA-Tを半ば無理矢理誘って組まれたユニット。marvelRecordz史上 最も曲を制作しているものの、初期頃はパクリや替え歌、下ネタ等のネタ的な曲が多かったため評価される作品は少ない。しかし、度々起こるプライベートでの問題など 心模様を描写する作品が増え始めることで次第に評価されることになるが、8割は未だふざけた内容が多いがためにスキルの無駄遣いが目立つユニットである。
Public MoNSTER（パブリックモンスター）2MC（Kazu-MC・MC MASA）
Kazu-MCとMC MASAが組んだユニット。従来のMDでの録音方法からPC録音に切り替わり、GrageBandで作られたオリジナルトラックやCDJ等を使った試験的な作品が多い。 またMASAはWest Coast、KazuはEast Coastの海外ラップに影響を受けていたため歌詞にそれらのワードが多く登場する。この頃、活動停止中だったTaka-CやTHA-Tへラップ再熱の原因にもなった。また本格的なDIS曲の先駆けにもなる。後にBALS（バルス）に改名し活動をするが、Kazu-MCの都合で活動休止となった。

THE MARVEL（ザ・マーヴェル）3MC（Kazu-MC・MC MASA・THA-T）

JACOBY（ジャコビ）2MC（THA-T・Kazu-MC）
某アイドルグループ名に似ていることを気にしていたこともあるが、音楽活動の第二章として心機一転改名された。新たなユニット名を考えていた当日が10月31日ハロウィンだったこと、さらに２人が好きな漫画"からくりサーカス"に登場する傀儡のジャックオーランタン、通称"ジャコ"を起用し"ジャコ（ハロウィン）の日"を"JACOBY"（ジャコ日）にしたものである。社会人以降、KA-TMC時代の時ほど目立った活動はしていない。JACOBYが終わる間際にLouが加わっていた。
TeaM（チーム）2MC（THA-T・MC MASA）
THA-TとMASAによるユニット。収録前などの空き時間を使ってヒマ潰しで組まれたユニット。MASAは「もうTeaMとしてやるつもりはない」と公言している。

SGA（エス・ジー・エー）2MC（Kazu-MC・MC MASA）
エイプリルフール企画により結成されたKazu-MCとMASAのユニット。
SGAはSuper Good adviceの略で"とってもいい助言をしてやるよ"という意味が込められている。
ロゴにある黒星はKazu-MCとMASA、白星（空白）はTaka-Cとなっており、THREESTAR後継として活動している。
2021年 再活動した際に、この星マークは消されている。

ReMix（リミックス）2MC（THA-T、Lou）

amalgam（アマルガム）2MC（mog wrappin・THA-T）
第一章をKA-TMCとし、第二章をJACOBY、最終章をamalgamとしてJACOBY改名後すぐにmogが考案していた。
JACOBYでネタ的なラップが多い中、本格的にかっこよさやリリックの中身の質を改めるために、使われているトラックも厳選に厳選を重ねたトラックのみ使用している。本格的な活動はされていないものの、構成や曲のタイトル、アルバムのジャケットデザインなど全て既に完成している。

## 期間限定のグループ
IMONO BOYZ（イモノボーイズ）2MC（Taka-C・Kazu-MC）
川口の名産"鋳物"と"良い物"を掛け合わせたのが名前の由来。
無責任グループ　4MC（Lou・GODZ・THA-T・Kazu-MC）

THE MUSIC MAKER（ザ・ミュージックメイカー）
Taka-C、MC MASA、Kazu-MC、THA-TのMCメンバーが一同に勢揃いしたグループ。
曲は1曲のみ作製されているが完全な録音が行われていない。

MEGA DRIVE（メガドライブ）2MC（ラッキーニンジャ・ラッキーワンダラー）

## 来歴

### 結成
marvelRecordzとしてまとまる以前、彼らが高校生だった2001年～2003年頃にTaka-Cが通う高校でラップ活動をしている同級生を目の当たりにし、「俺らの方が絶対にカッコいい」と根拠なき自信の元に遊び半分からTaka-Cが発端でMASAとMJ Ikki（Kazu-MC）を誘いTHREESTARを結成したことにより音学活動が開始される。

## KA-TMC
2004年、バンド活動に熱中していたTHA-Tを半ば強引にKazu-MCが誘う。当時影響を受けたアーティストの名前を引用したMC名、”Kazu-MC”と”豚子-T”として活動。互いの名の一部を引用し「KA-TMC」を結成。ユニット名もRUN-DMCのパクリである。この頃の夏休みは、ほぼ毎日をラップ製作にのめり込んだ。選ばないインストと自由すぎる表現には賛否両論はあったものの、2005年以降からは本格的な作りとなる。評価のある楽曲も多少増えていく。THA-Tの行動力によって文化祭等で曲を流すなどサプライズ活動をする一方、KAZU-MCは他のMCとのコラボやラップ素人をあえて起用し曲を作るなどの楽しさの共有活動をしていく。Taka-CやMC MASAとのコラボ作品も多く、KA-TMCの成長と共にKazu-MC発端の試みが様々試される。THE MUSIC MAKERやIMONO BOYZ等、企画やプロデュース多数。これが後のmarvelRecordz結成のきっかけなった。

## MD録音時代
当時の録音方法は再録（再生＆録音）が可能なMDプレイヤーを2台と、CDプレイヤーさらに格安のミキサーで録音していた。CDプレイヤーから流すインストをミキサーに通し、ミキサーに繋げたマイクでミックスしたものをMDディスクに録音という斬新な方法で録音していた。これにより"DJ"でなく"MJ"としていた。途中、iPodの導入でより多くの曲を持ち運びできるようになり、大量のCDを持たなくて済むようになる。またDJ用モニターヘッドホンの着用によって、これまでの曲の音色のバラつきに激しくショックを受け、不完全な機材だったものの各メンバーにより、マイクの距離感や音量の細かい指導があった。またMD録音時期は一発録りだったため、一度失敗したり、環境音が入るとその都度一から録り直しであった。よって、１曲が完成する頃には朝方になっていることがほとんどであった。さらにステレオマイクの導入でダイナミックマイクと交差させることで立体的など工夫された。よってMDで録音したとは思えない程のクオリティーを実現するまでに至った。

## トラック
ラップする上で必要不可欠なトラックだが、唯一トラックメーカーやDJもメンバーにはいなかったため、川口市にあった今は無きナガセレコードのHIP HOPコーナで全く知らないアーティストであろうともパッケージの裏面に"instrumental"と書いてあるCDであればどんな曲かもわからずとも購入していた。当時まだYouTubeがメジャーではなかったために、視聴ができなかったので音は聴くまで当然ながらわからなかった。CDジャケのデザインと雰囲気で購入していたとKazu-MCが後に語っている。また、レンタル店も利用し、インストが入ってるCDをかき集めていた。とにかく数を集めるためにインストのジャンルはHIP HOPに限らず、サウンドトラック、J-POPなども使用していた。

## Chantomarvel Studio設立
約12年の活動を経て、 marvelRecordzのメインとなっていたJACOBYは互いの諸事情により数年活動が疎らになっていた。実際、これまで決まったルールも作らず自由気ままに音楽活動していたが、より質を上げるため策を練っていたKazuがSGAのEPアルバム制作を機に新たな仕組みを導入し制作に挑んだ。これが功をそうし、評価の高い作品となった。また単独の作品が少ないmarvelRecordzだが、一人のMCの重要性と"色"があることを自覚させるため、新作発表を間近にしていたJACOBYはアルバム「2017」にて、自分を軸とし相方をfeatさせていくような作り方や、テーマやルールなど責任をもってその作品に取り込めるアイデアが詰め込められた。この「2017」のアルバムをきっかけにTHA-Tは数多くの機材を導入、これにより生まれた「marvelRecordzをちゃんとやる」という信念の元に作られたのがスタジオ「Chantomarvel」である。しかし、2019年メンバーが惜しむ中、諸事情によりChantomarvel Studioは解体となってしまう。

### アルバム
|                | 発表年（約） | タイトル             |
| KA-TMC         | KA-TMC       | KA-TMC               |
| -------------- | ------------ | -------------------- |
| 1st            | 2004年       | KA-T ON THE MUSIC    |
| 2nd            | 2005年       | 韻スタント           |
| 3rd            | 2006年       | LOVE＆PEACE          |
| 4th            | 2007年       | OH YEAHなTWO GUY'S   |
| 5th            | 2008年       | Good day Good Bye    |
| 6th            | 2010年       | KA-TSHOW             |
| Public Monster |              |                      |
| 1st            | ？年         | Public Monster       |
| JACOBY         |              |                      |
| 1st            | ？年         | and I Love ｙｏｕ    |
| 2nd            | 2017年       | 2017                 |
| SGA            |              |                      |
| 1st            | 2014年       | SGA                  |
| THE MARVEL     |              |                      |
| 4th            | ？年         | THE MARVEL           |
| THA-T          |              |                      |
| 1st            | 2018年       | The Nonfiction       |
| 2nd            | 2020年       | 人間なんてラララ     |
| Kazu-MC        |              |                      |
| 1st            | 2018年       | one month and a half |